# Blattspitze

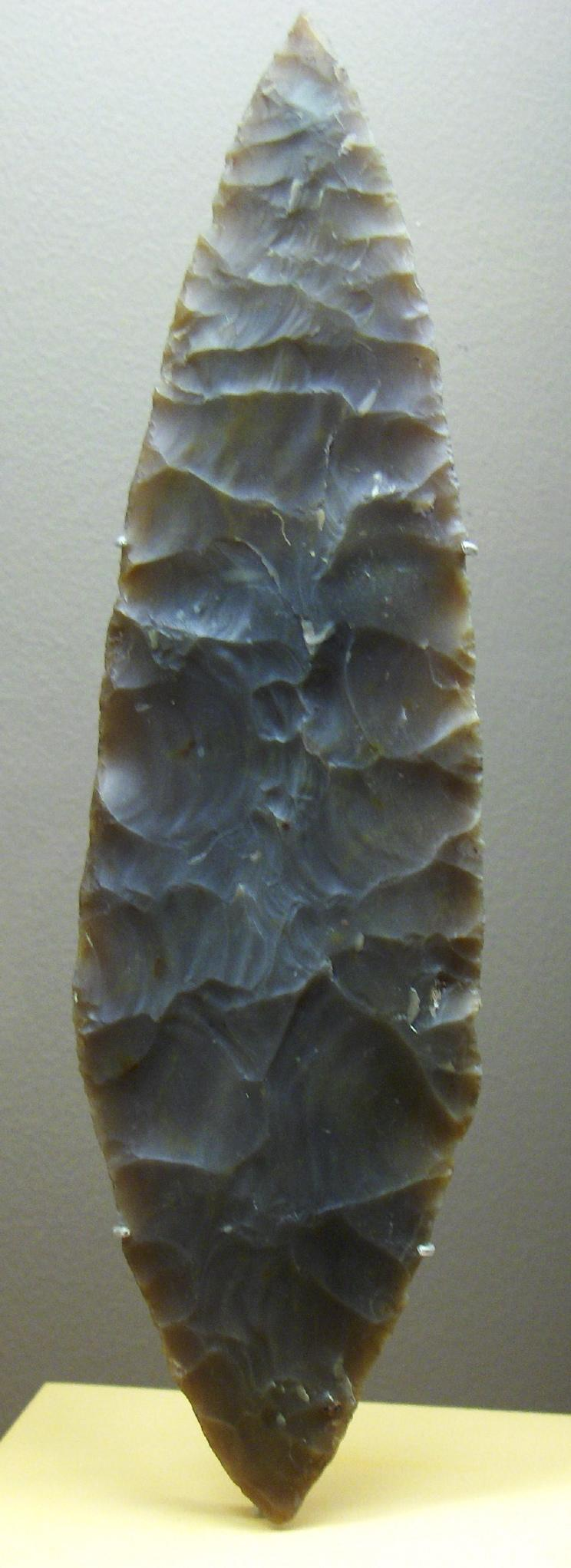
Blattspitze des Solutréen

Der Begriff Blattspitze wird seit etwa 1900 für symmetrische Feuerstein-Spitzen des Mittel- und Jungpaläolithikums mit buchen- oder weidenblattartiger Form verwendet.
Blattspitzen stellen eine Weiterentwicklung der Faustkeil-Industrien des Altpaläolithikums (Acheuléen) dar. Sie sind blattförmig, im Längsschnitt schlank, annähernd gerade verlaufend, mehr oder weniger vollständig bifazial (beide Flächen) gearbeitet und axialsymmetrisch mit ein oder zwei Spitzen ausgestattet. Gegenüber dem Faustkeil bzw. Faustkeilblatt weisen sie einen schlankeren Längs- und Querschnitt auf.
1929 wurde von Hugo Obermaier und Paul Wernert wegen des Leitform-Charakters der Begriff Blattspitzengruppen für Inventare des späten Mittelpaläolithikums im östlichen Mitteleuropa eingeführt (synonym: „Altmühl-Gruppe“, „Szeletien“). Blattspitzen kommen außerdem im jüngeren Gravettien vor, wie in Petřkovice (Schlesien) und Moravany (Slowakei), ohne dass ein tradierter Zusammenhang zum späten Mittelpaläolithikum nachweisbar wäre. Später, ebenfalls ohne gesicherten genetischen Zusammenhang zum östlichen Gravettien (Pavlovien), gibt es sie auch im französischen Solutréen, hier mit meist perfekter Flächenüberarbeitung. Kulturell isolierte Formen gibt es im osteuropäischen Mesolithikum, hier unter anderem auch als Grabbeigaben. Als Dolche sind sie eine häufige Erscheinung vom Endneolithikum (späte Kupferzeit) bis in die Frühe Bronzezeit.
Die älteren Formen wurden wahrscheinlich als Speer- bzw. Lanzenspitzen verwendet. Auch hier wäre aber bereits eine Schäftung und Verwendung als Dolchklinge denkbar. Breitdreieckige Formen (Streletskaya-Kultur) deuten auf die Verwendung als Projektile, das heißt Spitzen von Wurfspeeren bzw. Pfeilen. Typologisch werden sie unterschieden nach Umrissform („Lorbeerblattspitzen“, „Weidenblattspitzen“, „Pappelblattspitzen“ usw.; spitzoval oder D-förmig) und nach Art der Flächenüberarbeitung (vollständig und partiell bifaziell retuschierte Typen). Die lange Tradierung des Blattspitzenkonzepts kann sowohl mit  der einfachen, lediglich auf das Endprodukt gerichteten Herstellung (Kerntechnik) erklärt werden, als auch mit der funktionalen Ausgereiftheit dieser Form als Lanzen- oder Speerspitze. Die bei der Herstellung anfallenden Abschläge spielen keine Rolle. Einen zusätzlichen Grund finden wir in den physikalischen Gesetzmäßigkeiten, die beim Spalten von Silex wirksam sind und der Erzeugung konvexer Blattformen besonders entgegenkommen.
Auch die amerikanischen Ureinwohner fertigten Spitzen, die in der amerikanischen Archäologie als Projektilspitzen bezeichnet werden, weil die Forschung dort einen etwas anderen Weg genommen hat als in Eurasien. In Amerika wurden hochwertige Steinspitzen noch nach dem Kontakt mit Europäern angefertigt und erst durch Pfeilspitzen aus Metall ersetzt, als sie diese durch Handel mit den Europäern erhalten konnten.